# Specialisté na vraždy - paměti zabijáka
Paměti zabijáka je pilotní film německého televizního kriminálního seriálu Specialisté na vraždy (něm. titul: Die Cleveren). Film režíroval Thomas Jauch v roce 1998.

## Děj
Na odlehlém místě nedaleko Hamburku drží ozbrojený Tomi Jungheinrich malého chlapce v domě obklíčeném policií. Aby policie psychopata dostala, vyšle do domu jako rokojmího psychologa Dominika Borna jako výměnu za chlapce. Ten Jungheinricha přesvědčí o způsobu jak utéct a zároveň tím postupuje podle plánu policie, které se díky Bornovi podaří Jungheinricha dostat. Avšak není zdaleka konec. Náhle dojde k několikanásobné vraždě v domě jednoho psychiatra a Born má podezření, že tyto dvě události spolu souvisí. Během pátrání Borna a jeho kolegyně Evou Glaserovou si však Born neuvědomuje, že v této nebezpečné situaci riskuje i život svého syna.